# Bəylik (Saatlı)
Bəylik è un comune dell'Azerbaigian situato nel distretto di Saatlı.